# ムーンライト・シャドウ
「ムーンライト・シャドウ」（Moonlight Shadow）は、イギリスのミュージシャンマイク・オールドフィールドが1983年にリリースしたシングル。作詞・作曲はマイク・オールドフィールド、歌はマギー・ライリーが担当。

## 概要
ヨーロッパの多くの国でヒットした曲で、オランダ、オーストリア、スイス、スウェーデン、ノルウェーでシングルチャート1位を獲得し、ドイツでは最高2位を記録した。母国イギリスでは全英シングルチャートで最高4位を記録し、オールドフィールドにとって「ポーツマス」（1976年）以来6年半ぶりの全英トップ10シングルとなった。
歌詞は殺された恋人にいつか天国で会えることを祈るという内容で、長い間ジョン・レノンが殺された夜のことを歌ったものと言われていたが、オールドフィールドは1995年のインタビューでそれを否定している。すなわち彼は、「ジョン・レノンが殺された1980年12月8日の夜に、事件が起こったダコタ・ハウスから数ブロック下ったところにあるヴァージン・レコードにいたことから、潜在意識に事件のことがあったかもしれないが、元々は奇術師ハリー・フーディーニの伝記映画『魔術の恋』にインスパイアされた曲なんだ」と、この時語っている。
数種類のリミックス・バージョンが存在する。

## 参加ミュージシャン
- マイク・オールドフィールド：ギター、フェアライトCMI
- マギー・ライリー：ボーカル
- リック・フェン：ギター
- フィル・スポルディング：ベース
- サイモン・フィリップス：ドラム

## カバー
非常に多くのカバー・バージョンが存在することでも知られる曲である。以下、主だったものを列挙する。
- ナンシー・ルー – 日本のアイドル歌手。原曲とは関係がない日本語詞（作詞：安藤芳彦）によるカバーシングルをリリース（1984年）。
- ザ・シャドウズ - イギリスのバンド。アルバム『Moonlight Shadows』に収録（1986年）。
- アニー・ハズラム - イギリスの歌手。アルバム『Annie Haslam』に収録（1989年）。
- 嶺川貴子 - 日本のシンガーソングライター、ミュージシャン。アルバム『Chat Chat』に収録（1995年）。
- ミッシング・ハート - ドイツのユーロダンスユニット。本曲のカバーを3rdシングルとしてリリース。アルバム『ミステリー』『ダンスマニア7』に収録。プロデューサーはE-Roticをヒットさせたデヴィッド・ブランデスであり、のちにコナミの音楽ゲーム「Dance Dance Revolution」にも使用された（1997年）。
- KBO! - セルビアのパンクバンド。アルバム『(Ne) Menjajte Stanicu』に収録（2001年）。
- グルーヴ・カヴァレージ - ドイツのトランスバンド。カバーシングルをリリース（2001年）。
- KOKIA - 日本のシンガーソングライター。7thシングル「人間ってそんなものね」にカップリング（2002年）。
- アゼリン・デビソン - カナダの歌手。アルバム『Sweet Is the Melody』に収録（2002年）。
- ルネッサンス – イギリスのプログレッシブ・ロック・バンド。上述のアニー・ハズラムがボーカルを務めている関係で、ライヴで本曲をプレイ。ライヴ・アルバム『In the Land of the Rising Sun』に収録（2002年）。
- エクスペリエンス – ドイツのユーロダンスバンド。カバーシングルを録音（2003年）。
- スカイラーク - イタリアのパワーメタルバンド。アルバム『Fairytales』に収録（2005年）。
- スイダクラ - ドイツのデスメタルバンド。アルバム『Command to Charge』に隠しトラックとして収録（2005年）。
- マゴ・デ・オズ - スペインのフォークロックバンド。シングル「Y Ahora Voy a Salir (Ranxeira)」にカップリング（2007年）。
- イタロブラザーズ - ドイツのトランスバンド。カバーシングルをリリース（2007年）。
- ローラン・ヴールズィ - フランスの歌手。アルバム『Recollection』の中のメドレー曲「Jukebox」の中で本曲を使用（2008年）。
- ノルウェン・ルロワ - フランスのシンガーソングライター。カバーシングルをリリース。アルバム『Bretonne』に収録（2011年）。

## その他
- 小説家のよしもとばななは、この曲にインスパイアされて、同名の短編小説『ムーンライト・シャドウ』を書いている。後にデビュー作『キッチン』が単行本化された際、収録された。
- 総合格闘家・日沖発の入場テーマ曲。
- Jリーグ ガンバ大阪・応援ソング